# رابرت اس.مک‌میلان
رابرت اس. مک‌میلان (به انگلیسی: Robert S. McMillan) ستاره‌شناس دانشگاه آریزونا و رئیس پروژه دیده‌بان‌فضا که ریزسیاره‌ها را مطالعه می‌کند است. او اجسام مختلفی از جمله: وارونا۲۰۰۰۰ را کشف کرده است.
او در ماه اکتبر سال ۲۰۰۸، ستاره دنباله‌دار ۲۰۸ پی/مک‌میلان را که دورهٔ کوتاهی دارد کشف کرد.
مک‌میلان دکترایش را در سال ۱۹۷۷ از دانشگاه تگزاس در آستین گرفت.